# Ромео и Джульетта (фильм, 1936)
«Ромео и Джульетта» (англ. Romeo and Juliet) — фильм 1936 года, снятый со своеобразной пышностью по пьесе Шекспира, — самая первая озвученная экранизация трагедии.

## Сюжет
В итальянском городе Вероне живут два знатных и враждующих между собой семейства — Монтекки и Капулетти. Их дети, Ромео и Джульетта, случайно встречаются на балу у Капулетти и влюбляются друг в друга. В ночь после бала во время свидания в саду, куда выходит балкон Джульетты, они дают друг другу клятву любви и решают пожениться тайно от своих родителей, что и совершают утром следующего дня. В этом им помогают наставник Ромео монах Лоренцо и кормилица Джульетты. Но вслед за венчанием следует ссора представителей двух семейств, в которой от руки Тибальта, кузена Джульетты, погибает лучший друг Ромео, Меркуцио, и затем в схватке Ромео убивает Тибальта. Герцог Вероны осуждает Ромео на изгнание из города. Перед разлукой новобрачные проводят вместе единственную ночь, а на рассвете Ромео отправляется в Мантую. Утром родители Джульетты, не зная истинной причины её горя, объявляют ей о скором радостном событии: свадьбе с молодым графом Парисом, родственником герцога веронского, который просил её руки. Обратившись за помощью к монаху Лоренцо, Джульетта решается принять данное им снадобье, которое погружает её в глубокий сон, похожий на смерть. Джульетту хоронят в фамильном склепе. Лоренцо отправляет в Мантую монаха Джованни с письмом для Ромео. Но по дороге Джованни попадает к больному чумой и оказывается запертым в его доме. Узнав от своего слуги, что Джульетта умерла, Ромео покупает у аптекаря сильный яд и ночью спешит в Верону к её гробнице. Там он встречается с графом Парисом. Ромео просит его уйти, но граф вступает с ним в сражение и погибает. Ромео проникает в склеп, выпивает яд и падает замертво возле Джульетты. Придя в склеп, Лоренцо обнаруживает там бездыханного Ромео. Он хочет увести проснувшуюся Джульетту подальше от страшного места, но она видит мёртвого супруга и хочет остаться рядом с ним, закалывая себя его кинжалом. Узнав о случившейся трагедии, два враждующих семейства Монтекки и Капулетти воссоединяются.

## В ролях
- Лесли Ховард — Ромео
- Норма Ширер — Джульетта
- Джон Берримор — Меркуцио
- Бэзил Рэтбоун — Тибальт
- Эдна Мэй Оливер — Кормилица
- Роберт Уорик — Монтагю
- Кэтрин Демиилль — Розалина (в титрах не указана)

## Номинации
В 1937 году картина была номинирована на получение премии «Оскар» в четырёх категориях:
- Лучший фильм
- Лучшая женская роль — Норма Ширер
- Лучшая мужская роль второго плана — Бэзил Рэтбоун
- Лучшая работа художника-постановщика — Седрик Гиббонс

## История создания
Прежде чем приступить к съёмкам фильма, съёмочная группа побывала в Вероне и сделала множество фотоснимков и зарисовок, на основании которых были построены декорации в павильонах студии Metro-Goldwyn-Mayer, где и снимался этот фильм. Режиссёр фильма Джордж Кьюкор (George Cukor) старался передать всю красоту литературного произведения Шекспира. Продюсер Ирвинг Тальберг(Irving Thalberg), тщательно следивший за съёмками фильма, также привнёс в некоторой степени своё видение сюжета.

На съёмки фильма ушло 6 месяцев. Оператором фильма был Уильям Х. Дэниелс (William H. Daniels).
 
Танцы поставлены тогда ещё молодым хореографом Аньес ДеМилле (Agnes DeMille).

Художественным оформлением картины руководил Седрик Гиббонс (Sedric Gibbons), — арт-директор студии Metro-Goldwyn-Mayer на протяжении нескольких десятков лет, и автор статуэтки "Оскар".
 
Для съёмок фильма было создано более тысячи разнообразных костюмов, разработанных дизайнерами Оливером Месселом (Oliver Messel) и Гилбертом Адрианом (Gilbert Adrian).

Музыка написана композитором Гербертом Стотхартом (Herbert Stothart), лауреатом премии "Оскар" 1940 года. Но в фильме также звучит музыка П.И.Чайковского из увертюры фантазии "Ромео и Джульетта".

Главные роли, Ромео и Джульетты, исполнили 42-летний Лесли Ховард, знакомый многим по фильму "Унесенные ветром", в котором он сыграл Эшли Уилкса, и 35-летняя Норма Ширер. Роль друга Ромео, Меркуцио, сыграл 54-летний Джон Бэрримор, а двоюродного брата Джульетты, Тибальта, 44-летний Бэзил Рэтбоун. Однако такое возрастное несоответствие не помешало фильму стать успешным и получить несколько премий "Оскар".

"Фильм Джорджа Кьюкора "Ромео и Джульетта" не лишён определённого шарма... Возможно, в эстетическом плане эта киноверсия придаёт шекспировскому сюжету ореол сказочности».— О.Николаева

## Интересные факты
- Эта картина стала последним проектом продюсера Ирвинга Талберга (он скончался в сентябре 1936 года).
- Норма Ширер мечтала сыграть Джульетту еще с 1929 года, когда участвовала в сцене из "Ромео и Джульетты" Голливудского Ревю вместе с Джоном Гилбертом (John Gilbert)[4].
- Бэзил Рэтбоун, сыгравший в фильме роль Тибальта, прежде неоднократно играл роль Ромео в театральном спектакле[2].
- Наряды Джульетты были многочисленными и необычайно красивыми. После того как фильм вышел на экран, в моду вошли её головные уборы[3].